# Tensão (química)
Em química, uma molécula sofre uma tensão quando sua estrutura química sofre um estresse capaz de aumentar a energia interna quando em comparação com o composto livre de tensão. A energia interna de uma molécula consiste em toda a energia armazenada nela, e observa-se que uma molécula tensionada apresenta uma quantidade extra de energia interna que pode ser comparada à energia de uma mola comprimida, já que a molécula pode ser "presa" de forma a não eliminar essa energia potencial extra.

## Resumo

### Termodinâmica
O equilíbrio de duas conformações moleculares é determinado pela diferença da energia livre de Gibbs entre as duas conformações. A partir dessa diferença de energia, a constante de equilíbrio para as duas conformações pode ser determinada;
{\displaystyle \ln K_{eq}=-{\frac {\Delta {G^{o}}}{RT}}\,}
Se há uma diminuição na energia livre de Gibbs de um estado para o outro, essa transformação é espontânea e o estado de mais baixa energia é mais estável. Uma conformação molecular altamente tensionada, de mais alta energia, tende a se converter espontaneamente à conformação de mais baixa energia.
A entalpia e a entropia estão relacionadas à energia livre de Gibbs através da equação(à temperatura constante):
{\displaystyle \Delta {G^{o}}=\Delta {H^{o}}-T\Delta {S^{o}}\,.}

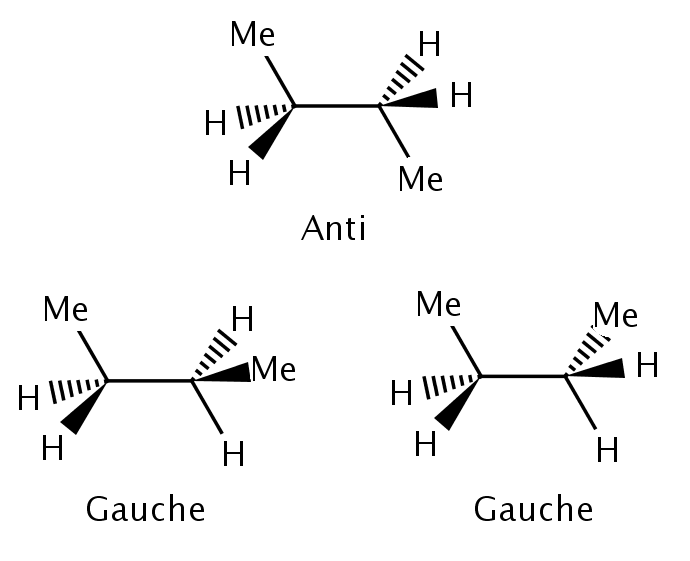
Exemplos das conformações anti e gauche do butano.

A entalpia é geralmente a função termodinâmica mais importante ao se determinar a conformação molecular mais estável, de modo que a entropia pode, muitas vezes, ser ignorada. Essa situação não pode ser dada por regra porque, se a diferença de entalpia é pequena, a entropia pode ter grande efeito no equilíbrio. Um exemplo é o n-butano, com duas conformações, anti e gauche. A conformação anti é mais estável em 0,9 kcal/mol. Poderia se esperar, então, que o butano fosse cerca de 82% anti e 18% gauche à temperatura ambiente. No entanto, o fator entrópico confere uma contribuição de 0,4 kcal em favor da conformação gauche e, assim, constata-se que, realmente, a distribuição conformacional do butano é de 70% anti e 30% gauche à temperatura ambiente.
Enquanto há diferentes tipos de tensão, a energia tensional associada com todas elas se deve ao enfraquecimento das ligações intramoleculares.

### Determinação da tensão molecular
O calor de formação (ΔHfo) de um composto é descrito como a variação de entalpia quando esse composto é formado a partir dos alótropos mais estáveis dos elementos que o compõem. Quando o calor de formação para um composto é diferente do previsto ou de um composto de referência, essa diferença pode ser atribuída às tensões.
A determinação da energia tensional em uma molécula requer conhecimento de como se comportaria a energia interna sem a tensão. Isso pode ser feito comparando a molécula a um composto similar livre de tensão ou usando a Teoria de Incremento de Grupo.

## Tipos de tensão

### Tensão de van der Waals
A tensão de van der Waals, também chamada de tensão estérica, ocorre quando átomos são forçados a posicionar a uma distância menor que o permitido para os respectivos raios de van der Waals. Essa tensão é considerável quando os átomos que interagem estão a pelo menos quatro ligações de distância uns dos outros. De fato, o valor das tensões estéricas em moléculas similares depende do tamanho dos grupos que interagem: os volumosos grupos tert-butil ocupam muito mais espaço que os grupos metil, e geralmente sofrem interações estéricas muito maiores.

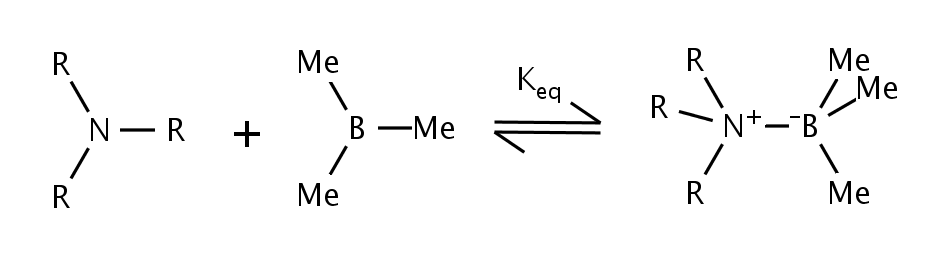
Reação de trialquilamina com trimetilboro.

Os efeitos da tensão estérica na reação de trialquilaminas e trimetilboro foram estudados por Brown et al. Descobriu-se que enquanto o tamanho dos grupos alquil na amina era aumentado, o valor da constante de equilíbrio reduziu. Esse deslocamento no equilíbrio foi atribuído à tensão estérica entre os grupos alquila da amina e os grupos metila no boro.

### Tensão sin-pentano
Há situações em que conformações aparentemente idênticas não possuem a mesma energia tensional, e o sin-pentano é um exemplo clássico desse efeito. Há duas formas diferentes de colocar as ligações centrais do n-pentano em conformações gauche, uma das quais possui energia 3kcal/mol mais elevada que a outra.
Quando duas ligações metil-substituídas são rotacionadas de uma conformação anti para a gauche em direções opostas, a molécula assume uma conformação que lembra o ciclopentano no instante em que os dois grupos terminais metil são postos em grande proximidade. Se ambas as ligações são giradas na mesma direção, isso não ocorre. A tensão estérica entre os dois grupos metil terminais é que faz a diferença de energia entre essas conformações espacialmente tão similares.

### Tensão alílica

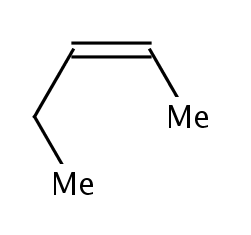
O grupo metil alílico e o grupo etil estão espacialmente próximos nessa conformação.

A tensão alílica, ou tensão A1,3, é um tipo de tensão similar à tensão sin-pentano. Um exemplo de tensão alílica pode ser vista no 2-penteno. O substituinte etil do alqueno pode rotacionar de modo que o grupo metil se posicione próximo ao grupo metil vicinal, do outro lado da ligação dupla do alqueno. Por causa dessas tensões, esses compostos usualmente se mantêm numa conformação mais linear a fim de evitar um aumento da energia interna.

### Tensão 1,3-diaxial

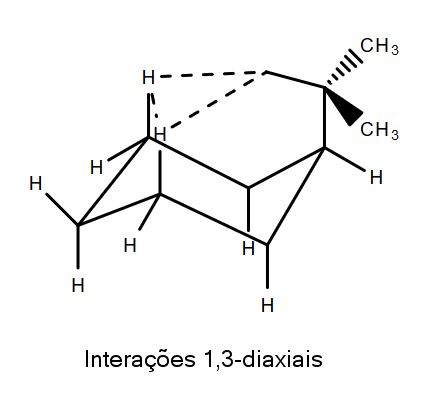
Representação pontilhada das interações 1,3-diaxiais entre os hidrogênios de um grupo t-butil em posição axial e os hidrogênios ligados aos carbonos 1 e 3 do ciclo-hexano.

A tensão 1,3-diaxial é outra forma de tensão similar à sin-pentano. Nesse caso, a tensão ocorre devido a interações estéricas entre o substituinte('α') de um anel ciclo-hexano e as interações gauche entre o substituinte alfa e ambos os carbonos metilenos a duas ligações de carbono de distância do substituinte. A tensão ocorre porque, na conformação em cadeira, quando o substituinte está na posição axial, ele é trazido para perto do hidrogênio gama também axial.
A quantidade de tensão depende muito do tamanho do substituinte e pode ser aliviada ao formar a conformação em cadeira na qual o substituinte se localize numa posição equatorial. A diferença de energia entre as conformações é chamada de valor A e é conhecida para diferentes substituintes, sendo um parâmetro termodinâmico.

### Tensão torsional
A tensão torsional é a resistência à torção das ligações, de modo que elas se tornam menos flexíveis.
Essa tensão ocorre quando átomos separados por três ligações são colocados em uma conformação eclipsada em vez da conformação mais escalonada e dobrada. A barreira energética de torção das ligações carbono-carbono do etano é de aproximadamente 2,9 kcal/mol, por exemplo.
Inicialmente, acreditava-se que a barreira rotacional se devia a interações estéricas entre hidrogênios vicinais, mas o raio de van der Waals do hidrogênio é muito pequeno para que se validasse a possibilidade. Estudos recentes mostram que a conformação escalonada pode ser mais estável em razão de efeitos hiperconjugativos. Rotações que retirem a molécula de sua conformação escalonada interrompem essa força estabilizante.
Moléculas mais complexas, como o butano, têm mais de uma conformação escalonada possível. A conformação anti do butano, por exemplo, é aproximadamente 0,9kcal/mol (3,7kJ/mol) mais estável que a conformação gauche. Ambas as conformações escalonadas são muito mais estáveis que as conformações eclipsadas. Em lugar do efeito hiperconjugativo, no entanto, a energia tensional no butano se deve tanto a interações estéricas entre os grupos metil quanto à tensão angular causada por essas interações.

### Tensão de anel
De acordo com a Teoria da Repulsão dos Pares de Elétrons da Camada de Valência, do inglês VSEPR, para ligações moleculares, a geometria preferida para uma molécula é aquela em que tanto os elétrons ligantes quanto os não-ligantes estão tão distantes uns dos outros quanto possível. Nas moléculas, é relativamente comum que esses ângulos estejam de alguma forma comprimidos ou expandidos, quando comparados ao valor ideal. Essa tensão é que recebe o nome de tensão angular, ou tensão de Baeyer. Em princípio, a tensão angular pode ocorrer em compostos acíclicos, mas o fenômeno é raro.
Os exemplos mais simples de tensão angular são os pequenos cicloalcanos como o ciclopropano e o ciclobutano. Frequentemente, há eclipses de ligações em sistemas cíclicos que não podem ser aliviados.

#### Pequenos anéis

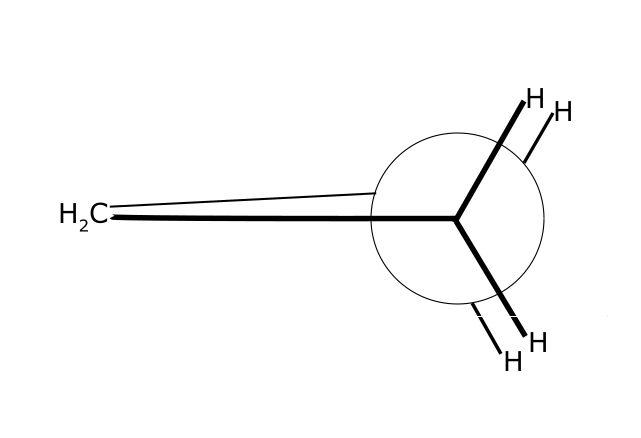
Projeção de Newman mostrando a posição eclipsada dos hidrogênios no ciclopropano.

O ciclo-hexano é considerado um marco na determinação da tensão de anel em cicloalcanos, e é comumente aceito que, nesse composto, há pouca ou nenhuma energia tensional. Em comparação, cicloalcanos menores possuem energia muito mais elevada em razão da tensão aumentada.
O ciclopropano, por exemplo, é análogo a um triângulo equilátero. Portanto, possui ângulos de ligação em torno de 60º, valor muito menor que o preferido para um carbono com hibridização sp3, de 109,5º. Além disso, os hidrogênios no ciclopropano estão eclipsados.
O ciclobutano experimenta tensões similares, com ângulos de ligação em torno de 88º, já que sua conformação mais estável não é planar, e também possui hidrogênios eclipsados. A energia tensional do ciclopropano e do ciclobutano são de 27,5 e 26,3 kcal/mol, respectivamente.
O ciclopentano, no entanto, apresenta muito menos tensão, especialmente devido à tensão torsional dos hidrogênios eclipsados, e possui energia torsional de 6,2 kcal/mol.